# Emília Pomar de Sousa Machado
Emília Pomar de Sousa Machado (1 de julho de 1857, Cacilhas, Almada - 15 de novembro de 1944, Cacilhas, Almada) foi uma escritora e poetisa portuguesa que pertenceu ao movimento espiritista. Era tia-avó do pintor Júlio Pomar.

## Biografia
Nascida a 1 de julho de 1857 na freguesia de Cacilhas, em Almada, e baptizada Emília Adelaide Pomar, era filha de Francisco José Pomar, comerciante galego que se instalara em Almada com um dos maiores armazéns de azeitonas e azeite na localidade, e de Maria do Carmo, natural de Corroios, Seixal, sendo a única filha dos quatro filhos do casal. Apreciadora de ópera, desde pequena idade frequentava o Teatro Nacional de São Carlos com o seu pai, atravessando o rio Tejo. Era versada em italiano, francês, inglês, espanhol, latim e tocava piano.
A 2 de dezembro de 1876 casou com José Severo de Sousa Machado (1854-1918), natural de Lisboa e comandante da marinha mercante, com o qual teve um filho, Francisco Pomar de Sousa Machado (1877-1940), comandante e sócio da Empresa Fluvial de Cacilhas que realizava a travessia do Tejo.
Foi autora de vários poemas, tais como a obra poética As Pecadoras - Versos inspirados pela «Luz de Alva» dedicados ao espirito de Martha (1923), publicada pelo Centro Espírita de Braga, ou o poema Ignota Almada, no qual relatava e homenageava a resistência dos almadenses contra as tropas castelhanas, durante a Batalha Naval do Rio Tejo em 1384, sendo posteriormente musicado por Leonel Duarte Ferreira (1894-1959). Traduziu o romance Le Crime de Jean Malory de Ernest Daudet, que foi impresso no jornal O Sul do Tejo em 1885, sob o título O crime do João Malory, e colaborou com diversos períodicos ou revistas literárias, como A Lyra, O Domingo - Semanário Republicano Radical, O Espírita, O Portimonense ou O Eborense.
Espíritista, durante mais de 30 anos foi colaboradora da revista espírita Luz e Caridade e concorreu aos Jogos Florais Espiritualistas de 1940, realizados pelo Centro Espírita Luz e Amor, recebendo o 1º Prémio com o poema Outra vez na Terra. 
Faleceu com 87 anos de idade a 15 de novembro de 1944, em Cacilhas. 

## Obra Literária
- As Pecadoras - Versos inspirados pela «Luz de Alva» dedicados ao espirito de Martha (1923, Luz e Caridade, Braga)

## Homenagens e Legado
Na toponímia local, foi homenageada com a atribuíção do nome de uma rua em Cacilhas, sua terra natal.

## Lista de Referências
1. ↑  «Registo de baptismo de Emília Pomar de Sousa Machado»
2. ↑  Granadeiro, Rui (26 de maio de 2020). «Almada virtual: Emilia Pomar de Sousa Machado (1857-1944)». Almada virtual. Consultado em 10 de junho de 2024
3. ↑  «PT-ADSTB-JUD-TJCALM-1-002-00140_m0001.tif - Inventário facultativo - Arquivo Distrital de Setúbal - DigitArq». digitarq.adstb.arquivos.pt. Consultado em 10 de junho de 2024
4. ↑  Anais das bibliotecas e arquivos de Portugal. [S.l.]: Impr. da Universidade. 1924
5. ↑  Revista literária. [S.l.: s.n.] 1924
6. ↑  Mesquita, José Carlos Vilhena (1989). História da imprensa do Algarve. [S.l.]: Comissão de Coordenação da Região do Algarve, em colaboração com a Direcção-Geral da Comunicação Social
7. ↑  Monte, Gil do (1978). O jornalismo Eborense (1846-1976). [S.l.]: Gráfica Eborense
8. ↑  «"Quem Foi Quem na Toponímia de Almada?"». Ruas com história. 17 de junho de 2018. Consultado em 10 de junho de 2024